# Paula L. Woods
Pour les articles homonymes, voir Woods.
Paula L. Woods, née en 1953 à Los Angeles en Californie aux États-Unis, est une femme de lettres américaine, auteure de roman policier.

## Biographie
En 1999, elle publie son premier roman, Inner City Blues pour lequel elle est lauréate du prix Macavity 2000 du meilleur premier roman.

## Œuvre

### Romans

#### SérieCharlotte Justice
- Inner City Blues (1999) Publié en français sous le titre Inner City Blues, Éditions Rivages coll. « Rivages/Noir », 2025
- Stormy Weather (2001)
- Dirty Laundry (2003)
- Strange Bedfellows (2006)

### Anthologies éditées
- I, Too Sing America: the African American Book of Days (1992) (en collaboration avec Felix H. Liddell)
- I Hear a Symphony: African Americans Celebrate Their Love (1994) (en collaboration avec Felix H. Liddell)
- Spooks, Spies and Private Eyes: Black Mystery, Crime and Suspense Fiction of the 20th Century (1995)
- Merry Christmas, Baby: A Christmas and Kwanzaa Treasury (1996) (en collaboration avec Felix H. Liddell)

## Prix et distinctions

### Prix
- Prix Macavity 2000 du meilleur premier roman pour Inner City Blues